# جيمس برايس
جيمس برايس (بالإنجليزية: James Price)‏ (24 أبريل 1896 في المملكة المتحدة - 1 يناير 1970 في المملكة المتحدة) هو لاعب كرة قدم بريطاني (وحمل سابقاً جنسية المملكة المتحدة لبريطانيا العظمى وأيرلندا) في مركز الدفاع. لعب مع نادي سلتيك ونادي دمبرتون ونادي أردريونيانز ونادي أشينغتون ‏ ونادي نيلسون.